# ابیونی‌ها

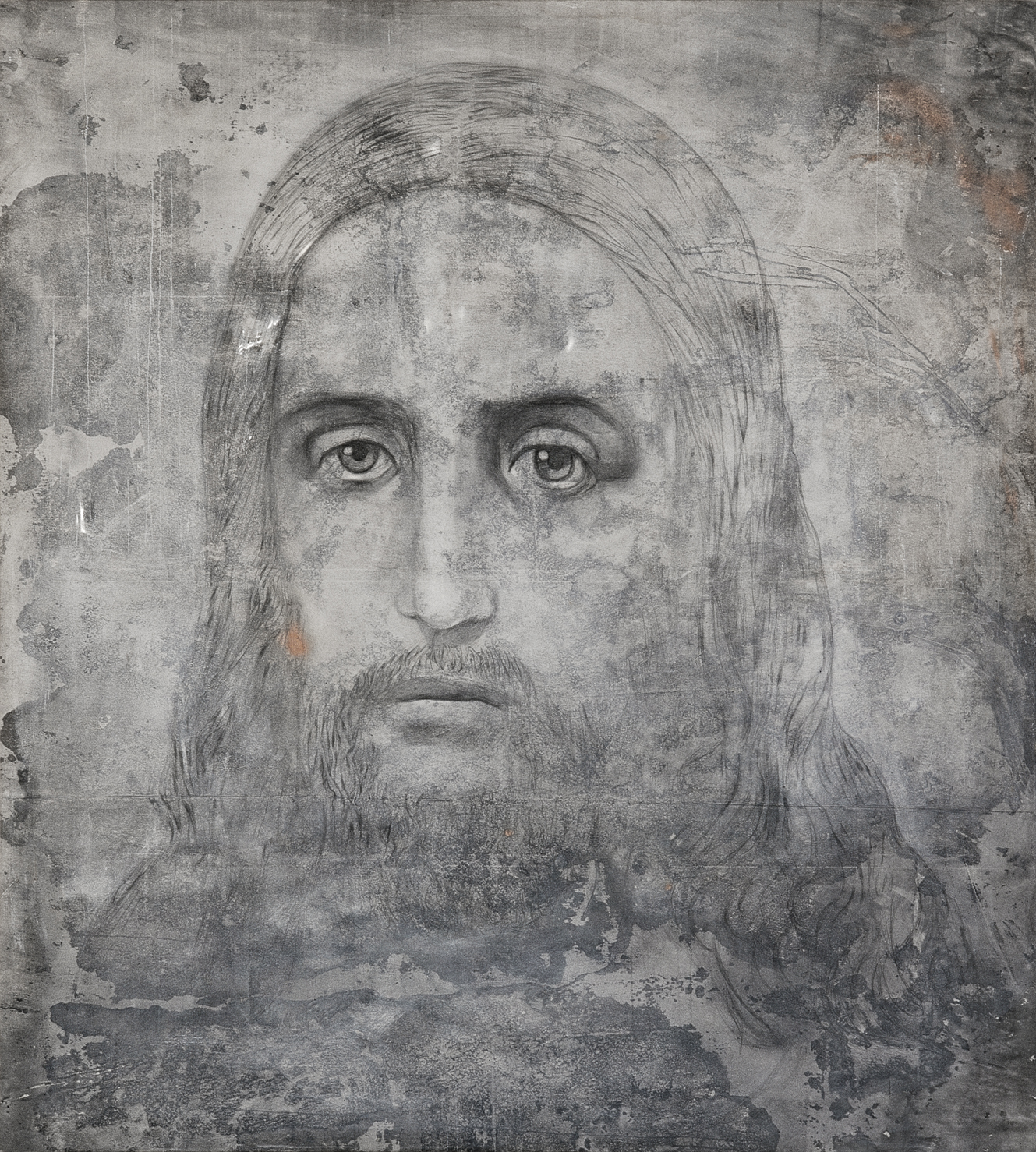
تصویری کهن از عیسی، نام هنرمند: ناشناس

ابیونیان (Ebionites) گروهی از مسیحیان یهودی‌نژاد در سده‌های نخست مسیحیت بودند، که سختگیرانه به برخی از (نه همه) شریعت یهودیت پایبند بوده، زندگی مبتنی بر ساده زیستی و ریاضت را پیشه کرده بودند و از قوانین اخلاقی سختگیرانه پیروی می‌کرده‌اند.
ابیونی‌ها گیاه‌خوار (vegeterian) بودند و خوردن گوشت را حرام می‌دانستند. یکی از دلایل آنان برای پرهیز از گوشت، این فرمان تورات بود: «قتل نکن» و بر این اساس، آنان کشتن حیوان را نادرست می‌دانستند. ابیونی‌ها خوراک یحیی تعمید دهنده که طبق انجیل مرقس «ملخ و عسل صحرایی» ذکر شده را به «نان روغنی و عسل صحرایی» تغییر می‌دادند تا گیاه‌خوار بودن خود را توجیه نمایند. احتمال دارد که اشارهٔ پولس در رسالهٔ اول به تیموتائوس به اعتقاد ابیونی‌ها به گیاه‌خواری و اعتقاد گنوستیک‌ها به عدم ازدواج بوده که می‌نویسد: "این معلم نماها با بی‌پروایی دروغ خواهند گفت و آنقدر آن‌ها را تکرار خواهند کرد که دیگر وجدانشان آن‌ها را معذب نخواهد ساخت. به عنوان مثال خواهند گفت که ازدواج کردن و گوشت خوردن کار اشتباهی است؛ در حالی که می‌دانیم خدا این‌ها را عطا فرموده تا مؤمنانی که پیرو حقیقت هستند، با شکرگزاری از آن‌ها بهره‌مند شوند."
ابیونی‌ها تأکید داشتند که مسیحیان، چه یهودی‌نژاد و چه غیر یهودی نژاد، زیر شریعت اند و رستگاری جز از طریق ختنه و اجرای شریعت موسی قابل حصول نیست.
قابل توجه اینکه ابیونی‌ها تورات و سایر کتب انبیای عهدقدیم را به صورت کامل قبول نداشتند بلکه فقط بخش‌هایی از این کتاب‌ها را می‌پذیرفتند. برای مثال، یکی از دلایل ابیونی‌ها، مبنی بر اینکه کتاب مقدس (شامل تورات و کتب سایر پیامبران) کلام خالص خدا نیست، این بود که بنا بر اعتقاد ابیونی‌ها، زنان نمی‌توانند پیامبر باشند و نبوت کنند، بلکه خداوند فقط مردان را را به پیامبری انتخاب می‌کند و زنان از نظر دریافت کلام خدا از مردان در مرتبۀ پایین‌تری هستند در حالی که بر اساس آموزه‌های اصیل یهودیت و مسیحیت (عهدقدیم و عهدجدید)، خداوند هم مردان و هم زنان را به پیامبری انتخاب می‌کند و تفاوتی در مرتبۀ زنان و مردان در دریافت کلام خدا وجود ندارد. در نتیجه ابیونی‌ها  کتاب مقدس را به صورت کامل به عنوان کلام خدا نمی‌دانستند، در حالی که این در تضاد با تعالیم عیسی مسیح بود، چرا که عیسی مسیح تعلیم می‌داد تمام بخش‌های کتاب مقدس (شامل تورات و کتب پیامبران) کلام مقدس خداوند هستند و تا آسمان‌ها و زمین باقی است، کوچک‌ترین نقطه‌ای از کلام مقدس خدا از بین نخواهد رفت. 
آنان عیسی را بزرگ‌ترین پیامبر خدا و همان پیامبر موعود نام برده در تورات می‌دانستند، اما هیچ جنبه الوهیتی برای او قائل نبودند. همچنین ابیونی‌ها معتقد بودند که مسیح جدای از عیسی است، به این ترتیب که مسیح در دوران‌های مختلف ظاهر شده‌است و آخرین بار در هنگام غسل تعمید عیسی توسط یحیی در رود اردن در کالبد عیسی وارد شد/قرار گرفت و به همین صورت، هر انسانی که شریعت خدا را به صورت کامل رعایت کند، او نیز همانند عیسی، مسیح خواهد شد.
ابیونی‌ها معتقد بودند عیسی «پسر خدا» بود، به این معنی که خدا او را در زمان غسل تعمید توسط یحیی تعمیددهنده «فرزند خدا» خواند (به او این عنوان را عطا کرد) و مسیح وارد جسم عیسی شد. آنان همچنین معتقد بودند عیسی مسیح مصلوب شد و سپس رستاخیز کرد، اما مسیح در زمان مصلوب شدن، از وجود عیسی خارج شد.
ابیونی‌ها عیسی مسیح را فرزند طبیعی والدین خود (یوسف و مریم) می‌دانستند و به این ترتیب تولد عیسی از مریم باکره (باکره بودن مریم) را رد می‌کردند. ابیونی‌ها بر همین اساس انجیل لوقا و انجیل متی را رد می‌کردند، چرا که بر اساس این دو انجیل، عیسی مسیح بدون پدر طبیعی، بلکه به صورت معجزه آسایی توسط خداوند، روح القدس، در رحم مریم باکره قرار داده شد. احتمالاً به همین دلیل، ابیونی‌ها بخش آغازین انجیل متی را که در خصوص تولد عیسی مسیح از مریم باکره است، قبول نداشته و به همراه چند بخش دیگر، آن‌ها را از انجیل متی حذف و تغییراتی داده و به این ترتیب انجیل مطابق با اعتقادات خاص خود را ایجاد کرده‌اند، که امروزه محققان آن را انجیل ابیونی می‌نامند. به این موضوع همچنین توسط ایرنائوس (الهیدان مسیحی قرن دوم میلادی) اشاره شده که در کتاب خود به نام «علیه بدعت‌ها» گزارش داده که ابیونی‌ها از یک نسخهٔ ویرایش شدهٔ انجیل متی استفاده می‌کرده‌اند.

### گروه‌بندی ابیونی‌ها
ابیونی‌ها خود را پیروان یعقوب عادل و پطرس می‌دانستند، اما در اینکه آیا خود یعقوب عادل و پطرس، اعتقادات و اعمال ابیونی‌ها را تأیید می‌کردند، محل تردید است. چرا که این افراد در مواردی با پطرس و یعقوب نیز مخالف بودند. این امکان هست که روایت مکتوب در کتاب اعمال رسولان اشاره به ابیونی‌ها داشته باشد، که پطرس را به دلیل پذیرفتن یک غیریهودی ختنه نشده در جمع مسیحیان، مورد اعتراض قرار داده بودند و تمایلی به پذیرش افراد ختنه نشده به عنوان مسیحی نداشتند؛ پطرس نهایتاً مجبور شده بود به آنان دستور دهد، تا افراد نو ایمان مسیحی را که ختنه نشده بودند، غسل تعمید دهند. همچنین یعقوب عادل نیز هنگامی که عده‌ای از آن‌ها به انطاکیه رفته بودند، تا آنجا نیز به مخالفت با نو‌ایمانان مسیحی ختنه نشده بپردازند، اقدام این گروه تندرو را خودسرانه خواند. این احتمال از آنجا تقویت می‌شود که ابیونی‌ها با پولس مخالف بودند، و بر خلاف پولس اعلام می‌کردند که نوایمانان مسیحی (که قاعدتاً بزرگسال و شاید حتی کهنسال هستند) باید ختنه شوند تا مسیحی به‌ شمار آیند. موضوع ختنه شدن تا جایی برای این افراد اساسی بود که پولس این افراد را «اهل ختنه» می‌خواند. پولس اعلام می‌کرد که معیار رستگاری و مسیحی به‌شمار آمدن نوایمانان، ختنهٔ فیزیکی نیست، بلکه ایمان و سبک زندگی خداپسندانه. «اهل ختنه» ظاهراً در فضای یهودی اوایل مسیحیت تا جایی قدرت داشتند که پطرس از اینکه این افراد ایجاد تنش کنند می‌ترسید/نگران بود و حتی خود پولس نیز حداقل در یک مورد ناچار شده بود برای جلوگیری از ایجاد تنش و درگیری، تیموتائوس را که یک نوایمان مسیحی از مادری یهودی و پدری غیریهودی بود، ختنه کند. این احتمال هست که پطرس خطاب به «اهل ختنه» بود که فرمود "برادر عزیز ما پولس، نیز با آن حکمتی که خدا به او داده، در بسیاری از نامه‌های خود دربارهٔ همین مطلب سخن گفته‌است. درک برخی از نوشته‌های او دشوار است و بعضی که اطلاع کافی از کتاب آسمانی ندارند و وضع روحانی شان نیز ناپایدار است، آن‌ها را به غلط تفسیر می‌کنند، همان کاری که با بخش‌های دیگر کتاب آسمانی نیز می‌کنند، اما با این کار نابودی خود را فراهم می‌سازند".